# Salomon Hirzel de Saint-Gratien
Pour les articles homonymes, voir Hirzel (homonymie).
Salomon Hirzel (ou Hirtzel, ou d'Hirzel) de Saint-Gratien, né en 1739, mort en 1801, est un officier d'origine suisse, brigadier au service de la France puis général au service de l'Empire russe.

## Biographie
Salomon Hirzel de Saint-Gratien est né à Zurich le 1er juillet 1739. Il est le fils de Heinrich Justus Hirzel, seigneur de Saint-Gratien, en Picardie, officier général suisse au service de la France, anobli par Louis XV, et de Marie Jeanne Coulliette d'Auterive.

### Officier au service de la France
En 1752, à treize ans, Salomon Hirzel entre au service de la France comme capitaine dans le nouveau régiment créé à l'instigation du marquis de Paulmy, pour recruter des Zurichois au service de la France,. Il épouse en 1776 Marie Françoise Noblat de Sevenans, fille de François-Bernardin Noblat, seigneur de Sévenans, conseiller du roi au Conseil souverain d'Alsace, prévôt royal, commissaire aux limites du Rhin. En 1778, il vend son domaine de Saint-Gratien à Jean-Baptiste Jourdain de Thieulloy.
Promu lieutenant-colonel en 1782, il est créé « comte de Saint-Gratien » par Louis XVI en 1788. Pendant la Révolution française, en 1792, les troupes suisses au service de la France sont licenciées.

### Général au service du tsar contre la France
Salomon Hirzel de Saint-Gratien émigre en 1792 en Russie, y passe en 1798 au service du tsar avec le grade de général de brigade, et reçoit un commandement élevé. Il participe aux campagnes de la Deuxième Coalition contre la France, et prend part en 1799 à la campagne du maréchal Alexandre Souvorov, dont il « partage la gloire et les revers »,.
Il meurt fin octobre 1801 à Ansbach en Bavière.